# НФЦ Исток
НФЦ Исток (енгл. NFC East) или Источна дивизија Националне фудбалске конференције (енгл. The National Football Conference East Division) је једна од четири дивизије НФЦ-а. Настала је 1967. године под називом НФЦ Капитол (енгл. NFC Capitol), а од 2002. носи данашњи име.

## Клубови
У Дивизији Исток наступају четири клуба:
Далас каубојси имају 19 победничких наслова дивизије НФЦ Запад, а следе их Њујорк џајантси са 7 победа.